# Йеленогурски окръг
Йеленогурски окръг (на полски: Powiat jeleniogórski) е окръг в Югозападна Полша, Долносилезко войводство. Заема площ от 627,14 км2. Административен център е град Йеленя Гура, който не е част от окръга.

## География
Окръгът се намира в историческата област Долна Силезия. Разположен е в южната част на войводството край границата с Чехия.

## Население
Населението на окръга възлиза на 65 137 души (2012 г.). Гъстотата е 104 души/км2.

## Административно деление
Административно окръгът е разделен на 9 общини.
Градски общини:
- Карпач
- Ковари
- Пеховице
- Шклярска Поремба

Селски общини:
- Община Велке Яновице
- Община Йежов Судецки
- Община Мислаковице
- Община Подгожин
- Община Стара Каменица

## Галерия
- Карпач
- Ковари
- Пеховице
- Шклярска Поремба